# Razzia van Twente

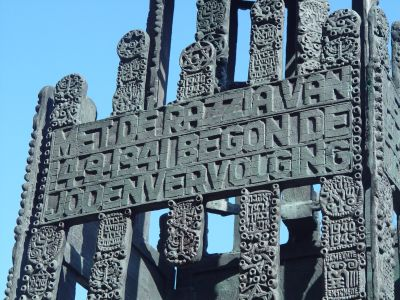
Opschrift op monument bij synagoge Enschede

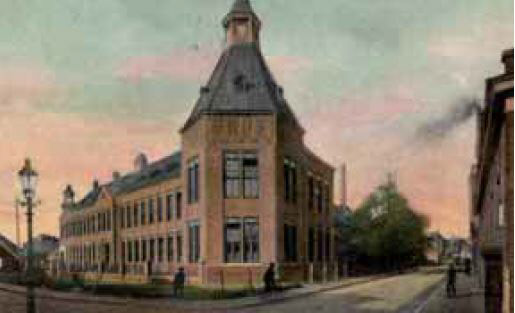
Het Gemeentelijk Lyceum in Enschede, met aan de zijgevel de gymzaal (Beltstraat)

In de Tweede Wereldoorlog vond in september 1941 in Twente een razzia plaats waarbij 105 Joodse mannen werden opgepakt. Ze zouden in concentratiekamp Mauthausen worden vermoord. Het was de derde grote razzia in Nederland, na de razzia's van Amsterdam in februari 1941 en juni 1941.

## Aanleiding
In de zomer van 1941 en daags voor de razzia in Twente waren door het lokale verzet sabotagedaden gepleegd, namelijk het doorknippen van militaire telefoonkabels van de Wehrmacht. De Duitse bezetter gaf aan dat de daders zich moesten melden onder dreiging van represailles.

## Razzia
Op 13, 14 en 15 september 1941 werden 105 Joodse mannen opgepakt door de Sicherheitspolizei en de gemeentepolitie van Enschede, Hengelo en de andere gemeentes waar de razzia plaatsvond: 66 in Enschede, 10 in Hengelo (Overijssel), 10 in Almelo (op 15 september, zoals gerapporteerd door de burgemeester Mello Sichterman), 1 in Borne, 2 in Delden, 3 in Denekamp, 3 in Goor, 2 in Haaksbergen en 8 in Oldenzaal. De mannen werden bijeengedreven in een gymnastieklokaal van het Stedelijk Lyceum Enschede aan de Beltstraat achter het politiebureau van Enschede. Het was een willekeurige greep uit de joodse bevolking van Twente: vroom en seculier, jong en oud, vrijgezel en huisvader, arm en rijk. Ongeveer 40 niet-joodse mannen die ook waren opgepakt werden naar kamp Amersfoort gebracht en na enige tijd konden zij terugkeren naar Twente.
Begin 1941 was in Enschede de registratie van de Joodse bevolking begonnen. De door de gemeente verzamelde registratieformulieren werden naar de Sicherheitspolizei gestuurd. Deze registratie vormde de basis van de uitvoering van de razzia en de deportaties.

## Deportatie
Vanuit Enschede werden de mannen op 16 september 1941 per trein vanaf station Enschede gedeporteerd in een transport naar concentratiekamp Mauthausen, waar zij binnen enkele weken of maanden werden vermoord. Vanuit het kamp werden doodsberichten (Sterbeurkunden) gestuurd die in Enschede door medewerkers van de Joodse Raad bij de nabestaanden werden bezorgd. Op 21 oktober 1941 - vijf weken na de razzia - waren het er al 38 en het laatste bericht  was van 5 januari 1942.

## Reacties in Twente
De schok in Twente was groot. Op 15 september 1941 kwamen geestelijken, protestants en katholiek, bijeen in de Grote Kerk in Enschede om hun positie te bepalen. Zij dienden een protest in bij Friedrich Christiansen, bevelhebber van de Wehrmacht in Nederland. Dominee Nanne Zwiep bracht het bezwaarschrift naar zijn secretaris in Den Haag.
De burgemeester van Enschede, Johan Rückert, protesteerde in een brief d.d. 5 november 1941 tegen de door de Duitse instanties gevraagde medewerking van agenten van de gemeentepolitie en lokale veldwachters aan de razzia. Een toezegging van de SS'er Hanns Rauter van het Generalkommissariat für das Sicherheitswesen - vastgelegd in een brief d.d. 14 november 1941 van de secretaris-generaal van het Ministerie van Binnenlandse Zaken, Karel Johannes Frederiks - dat de medewerking van de Nederlandse politie bij de arrestatie van Joodse burgers niet meer zou worden ingeroepen, werd door Rauter later herroepen.
In Almelo meldde de burgemeester, Mello Sichterman, op 7 oktober 1941 de razzia in zijn gemeente als 'bijzonderlijke gebeurlijkheid' Nr. 5 aan Egon von Bönninghausen, de commissaris der provincie Overijssel, terwijl bijzonderlijke gebeurlijkheid Nr. 2 was het vernielen van een ruit bij de heer Plate, lid der N.S.B.
Achtergebleven gezinnen waren opeens man, zoon, vader kwijt en hulp kwam op gang voor de Joden in Twente. Een belangrijke rol hierbij speelden dominees Leendert Overduin en Nanne Zwiep, andere geestelijken en burgers die Joden lieten onderduiken. Dat gebeurde in samenwerking met de Joodse Raad van Enschede, waarvan het bestuur bestond uit de heren Sieg Menko, Isedoor van Dam en Gerard Sanders, en met financiële steun van Twentse textielfabrikanten uit de textielindustrie van Enschede en Almelo, waaronder Van Heek en Ten Cate.

## Gevolg
De razzia vond relatief vroeg in de oorlogsjaren plaats. Het maakte al op een zeer vroeg tijdstip in de bezetting duidelijk wat de gevolgen zouden zijn voor de Joden in Nederland. Het ontstaan van de verzetsgroep Overduin, rond dominee Leendert Overduin is een direct gevolg van deze razzia. Door het werk van deze verzetsgroep is het percentage overlevenden onder de Joodse gemeenschap in Enschede 53% wat hoger is dan elders in het land. 

## Herdenking
In Enschede wordt elk jaar in september een herdenking gehouden in de synagoge. In november 1991 werd een herdenkingsmonument naast de ingang van de synagoge onthuld dat ontworpen is door Appie Drielsma. Ook in concentratiekamp Mauthausen staat een monument van zijn hand, waarop de namen van alle Nederlandse slachtoffers van het concentratiekamp en zijn nevenkampen voorkomen.